# ایستگاه کوئنجی
ایستگاه کوئنجی (به لاتین: Kōenji Station) یک ایستگاه قطار در ژاپن است که در کوئنجی واقع شده‌است.